# WASP-52 (Anadolu)
WASP-52 eller Anadolu, är en ensam stjärna belägen i den södra delen av stjärnbilden Pegasus. Den har en skenbar magnitud av ca 12,0 och kräver ett kraftfullt teleskop för att kunna observeras. Baserat på parallax enligt Gaia Data Release 3 på ca 5,73 mas, beräknas den befinna sig på ett avstånd på ca 570 ljusår (175 parsek) från solen. Den rör sig närmare solen med en heliocentrisk radialhastighet på ca -27 km/s. En undersökning 2015 misslyckades med att finna någon följeslagare till WASP-52.

## Nomenklatur
År 2019 valdes WASP-52 som en del av NameExoWorlds-kampanjen organiserad av International Astronomical Union, som tilldelade varje land en stjärna och planet att namnges. WASP-52 tilldelades, på förslag av Turkiet, namnet Anadolu, medan planeten gavs namnat Göktürk.

## Egenskaper
WASP-52 är en orange till gul stjärna i huvudserien av spektralklass K2 V. Den har en massa som är ca 0,87 solmassa, en radie på ca 0,79 solradie och har en effektiv temperatur av ca 5 000 K. Stjärnan har ungefär samma halt av tunga element som solen. Den har betydande stjärnfläcksaktivitet, med 3 - 14 procent av dess yta täckt av områden som är 575 ± 150 K kallare än resten av fotosfären.

## Planetsystem
År 2012 upptäcktes en het Jupiter-planet, WASP-52b, i omlopp i en snäv, cirkulär bana. Exoplaneten har en liten uppmätt temperaturskillnad mellan dagsidan (1 481 ± 34 K) och nattsidan (1 224 ± 77 K). Planetbanan är i paritet med stjärnans ekvatorialplan, med avvikelse av 5,47 +4,61−4,21°.
Sökning 2021 efter variationer i transittiden resulterade inte i upptäckt av ytterligare planeter i systemet.
Ett transmissionsspektrum taget 2020 har avslöjat närvaron av väte, natrium och kalium, även om natrium- och kaliumlinjerna kan tillskrivas gasjättens vulkaniskt aktiva månar, inte planeten själv. Atmosfären har inga höga vindar och relativt lågt liggande moln, vilket tyder på att den inte är nämnvärt berikad med tunga element. Några tecken på avgång av planetatmosfären ut i rymden upptäcktes inte 2020, men uppdaterade mätningar 2022 visade tecken på avgång av helium, vilket överensstämmer med en massförlusthastighet på 0,5 procent per miljard år.
| Planet        | Massa                | Halv storaxel (AE) | Siderisk omloppstid (d) | Excentricitet | Inklination   | Radie          |
| ------------- | -------------------- | ------------------ | ----------------------- | ------------- | ------------- | -------------- |
| b / (Göktürk) | 0,459 +0,022−0,21 MJ | 0,02713 ± 0,00031  | 1,7497835 ± 0,0000011   | <0,092        | 85,35 ± 0,20° | 1,27 ± 0,03 RJ |